# Snapdragon (processor)
Snapdragon is een system-on-a-chipfamilie, waarvan de microprocessorcomponenten zijn gebaseerd op de ARM-architectuur. De Snapdragon-serie werd door Qualcomm ontwikkeld voor gebruik in smartphones en andere mobiele computers.

## Algemene informatie

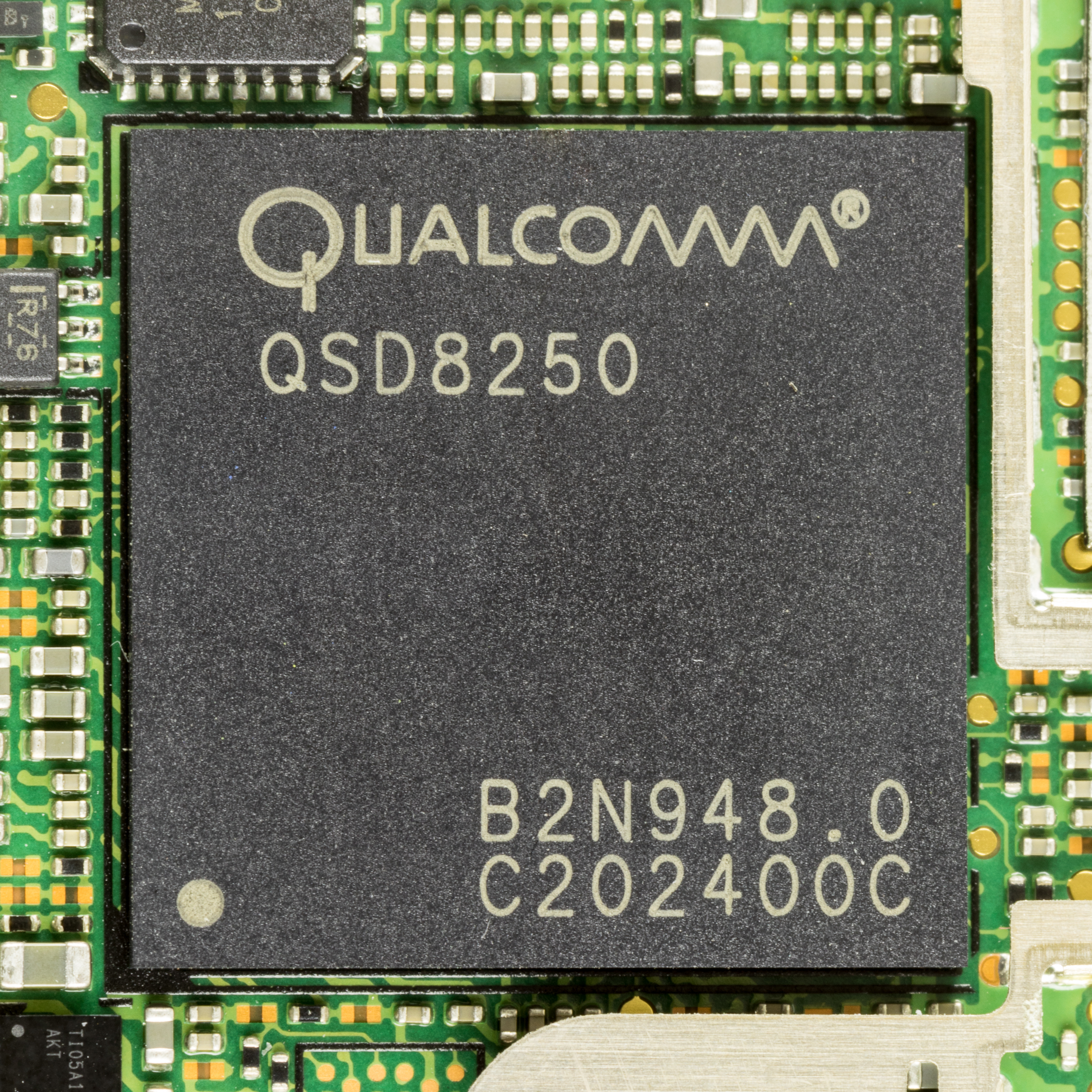
Qualcomm QSD8250

Snapdragon werd ontwikkeld voor realtimetaken van mobiele computers met een laag stroomverbruik en voeding via oplaadbare batterij. De eerste SoCs (system-on-a-chip) in de Snapdragonfamilie waren de QSD8650 en QSD8250, die vanaf eind 2008 worden geleverd. Deze SoCs bevatten een geïntegreerde processor, mobiele zender-ontvanger en GPS-ontvanger. De processorkern in de Snapdragon heet Scorpion en is vergelijkbaar met de ARM Cortex-A8 en ARM Cortex-A9. Alle Snapdragonprocessors bevatten rekeneenheden voor het decoderen van HDTV met een resolutie van 720p. De nieuwere QSD8672-chip (S4) met een minimumgrootte van 45 nm heeft 2 processorkernen van maximaal 1,7 GHz. De Snapdragon 808 en 810 uit 2014 hebben een minimumgrootte van 28 nm.

## Varianten
Qualcomm breidde de S1-, S2-, S3- en S4-series in 2013 uit met de nieuwe 200-, 400-, 600- en 800-series. Eind 2014 kwamen hier de 806- en 810-series bij.

### Snapdragon S1-, S2-, S3-, S4-series

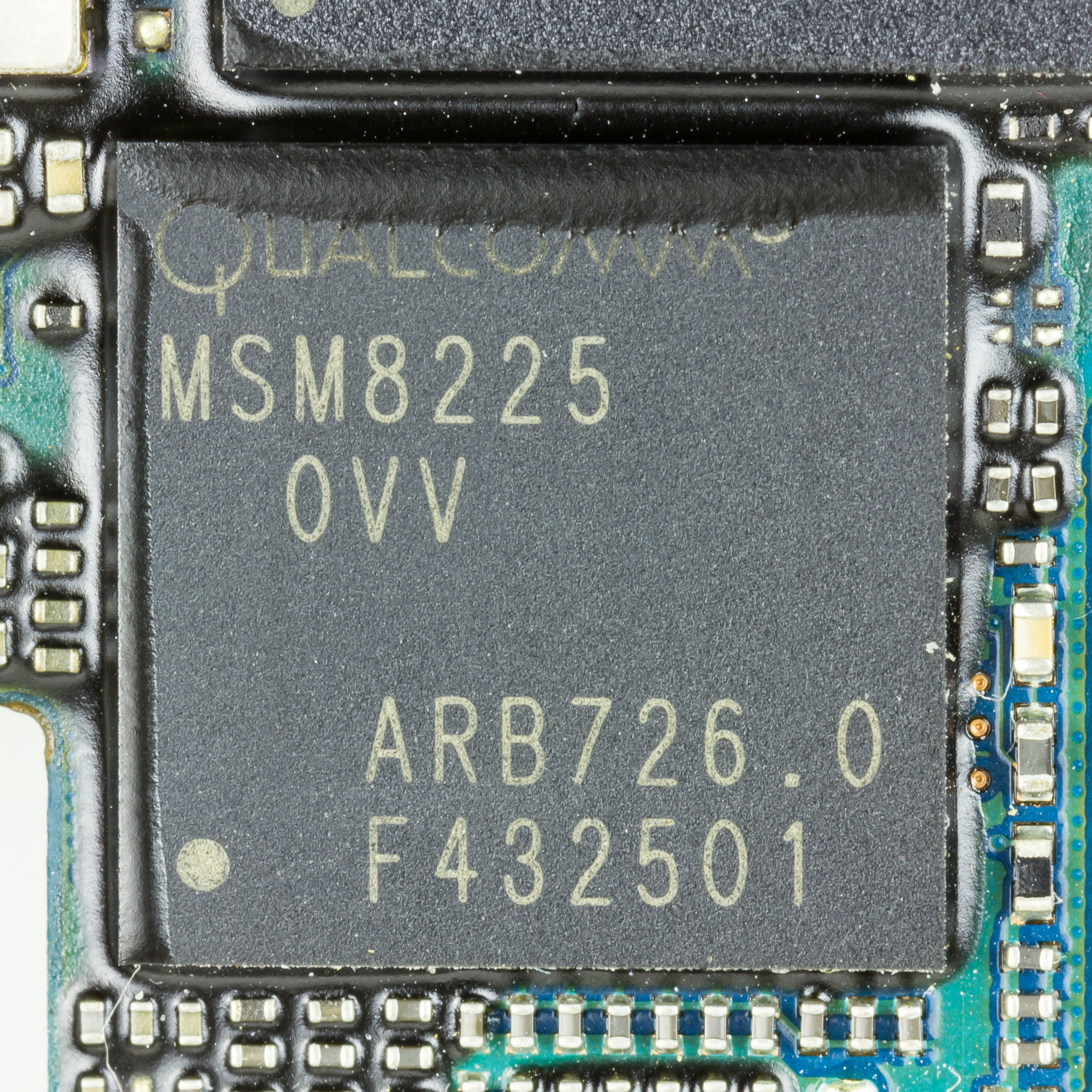
Snapdragon S4 Processor - Qualcomm MSM8225

De S1 tot S3 gebruiken Scorpionprocessors. Vanaf de S4 hebben de Snapdragons Krait-multikernprocessors. Deze hebben een vergelijkbare rekenkracht als een ARM Cortex-A15 maar zijn energiezuiniger, wat zorgt voor een langere accuduur. Vanaf de S4 is ook bluetooth en WLAN in de Snapdragon geïntegreerd, wat verdere energie- en kostenbesparingen oplevert.
|                | S4 Play                                   | S4 Plus                                         | S4 Pro                                          | S4 Prime                                        |
| -------------- | ----------------------------------------- | ----------------------------------------------- | ----------------------------------------------- | ----------------------------------------------- |
| CPU            | tot 1,2 GHz, 2 of 4 kernen, ARM Cortex A5 | tot 1,7 GHz, 2 kernen, „Krait“                  | tot 1,7 GHz, 2 of 4 kernen, „Krait“             | tot 1,7 GHz, 4 kernen, „Krait“                  |
| GPU            | Adreno 203                                | tot Adreno 305                                  | Adreno 320                                      | Adreno 320                                      |
| Video          | FWVGA                                     | tot 1080p HD-video                              | 1080p-HD-video                                  | 1080p-HD-video                                  |
| Modem          | 3G/4G World/multimode                     | 3G/4G World/multimode, LTE bij enkele varianten | 3G/4G World/multimode, LTE bij enkele varianten | geen zendmodem                                  |
| Camera         | tot 8 MP                                  | tot 20 MP, stereoscopische 3D-kit               | tot 20 MP, stereoscopische 3D-kit               | tot 20 MP, stereoscopische 3D-kit               |
| GPS            | gpsOne Gen 7                              | gpsOne Gen8A                                    | gpsOne Gen8A                                    | gpsOne Gen8A                                    |
| USB            | USB 2.0 High Speed                        | USB 2.0 High Speed OTG (480 Mbps)               | USB 2.0 High Speed OTG (480 Mbps)               | USB 2.0 High Speed OTG (480 Mbps)               |
| Bluetooth      | Discrete solution BT 3.x                  | geïntegreerde digitale kern BT4.0               | geïntegreerde digitale kern BT4.0               | geïntegreerde digitale kern BT4.0               |
| WLAN           | Discrete solution 802.11n (2,4 GHz)       | geïntegreerde digitale kern 802.11n (2,4/5 GHz) | geïntegreerde digitale kern 802.11n (2,4/5 GHz) | geïntegreerde digitale kern 802.11n (2,4/5 GHz) |
| Minimumgrootte | 45 nm                                     | 28 nm                                           | 28 nm                                           | 28 nm                                           |

### Snapdragon 200-, 400-, 600-, 800-series
In januari 2013 bracht Qualcomm naar buiten dat de S4-serie wordt vervangen door de Snapdragonseries 200 tot 800. In juni 2013 werden de Snapdragon 600 (maximaal 1,7 GHz, vier Krait-300-processorkernen, Adreno-320-grafische processor) en Snapdragon 800 (maximaal 2,3 GHz, vier Krait-400-processorkernen, Adreno-330-grafische processor) uitgebracht. In deze SoCs zijn LTE-toegang tot 150 Mbps, WLAN-netwerkkaart (802.11n), GPS-ontvanger en bluetooth geïntegreerd. De Socs zijn met een minimumgrootte van 28 nm 30% kleiner dan de S4-serie en worden geproduceerd door TSMC in Taiwan.
In november 2013 verscheen de Snapdragon 805 met vier Krait-450-processorkernen tot 2,7 GHz en een verbeterde Adreno-420 grafische processor die UHDV ondersteunt tot een resolutie van 3840 × 2160 pixels. De DirectX 11-pipeline-architectuur van de 600 MHz grafische processor ondersteunt OpenGL ES 3.1., OpenCL 1.2. en dynamische hardware-tesselatie; een manier waarop een vlak grafisch wordt opgevuld met behulp van veelhoeken (polygonen). De grafische processor bevat ook de door ARM ontworpen Adaptive Scalable Texture Compression (ASTC) voor OpenGL ES. De geheugeninterface bereikt een datasnelheid van 25,6 Gbps.
In april 2014 bracht Qualcomm de Snapdragon 808 en Snapdragon 810 op de markt. Beide SoCs zijn op een ARM Cortex-A57-processorarchitectuur met ARM-Cortex-A53-processors gezet en ondersteunen 64-bits-architectuur en 4G tot 300 Mbps downlink en 50 Mbps uplink. De Snapdragon 808 met LPDDR3 (Low Power DDR)-SDRAM ondersteunt 2K HDV en bestaat uit twee ARM-Cortex-A57s en vier ARM-Cortex-A53s, Adreno-418 grafische processor en een LTE-modem. De Snapdragon 810 met LPDDR4 ondersteunt bovendien 4K UHDV en bestaat uit vier ARM-Cortex-A57s en vier ARM-Cortex-A53s, Adreno-430 grafische processor en een LTE-Cat-6-multimodusmodem. Deze nieuwe Adreno-430-GPU is ten opzichte van de Adreno-420 uit de Snapdragon 805 tot 30% sneller en verbruikt tot 20% minder stroom. De processors van de Snapdragon 810 staan een camera-resolutie tot 55 megapixel toe. Deze SoCs zijn bedoeld voor high-end smartphones en tablets.